# José Alonso Ortiz
José Domingo Alonso Ortiz Rojo (Granada, 12 de mayo de 1755 - Londres, 1815) fue un economista español, identificado con el liberalismo económico, cuyas ideas se han calificado de monetarismo smithiano.

## Biografía
Era hijo del toledano Francisco Alonso Ortiz y de la granadina Cipriana Rojo. Estudió en el Colegio del Sacromonte (Granada) y obtuvo el grado de bachiller en Teología en la Universidad de esa misma ciudad en 1774; posteriormente logra el de bachiller en Derecho civil en 1778. Entonces empezó a enseñar en la Universidad y se habilita para trabajar como abogado como pasante de Juan José Rubio de Villegas durante tres años. Se muda a Valladolid en septiembre de 1781 y continúa formándose con el abogado Pedro Reboles y Zúñiga. Es examinado por la Real Chancillería de Valladolid en 1782 y obtiene licencia para ejercer como abogado. Se incorpora entonces al Corregimiento de Valladolid como asesor interino de Bernardo Pablo de Estrada, trabajando en operaciones con el Banco de San Carlos. En 1784 accede al Supremo Consejo de Castilla y trata con Campomanes, Godoy y Jovellanos; los dos primeros apoyan la edición de sus obras, Jovellanos se muestra crítico y remiso.
Resultaba que, aunque ya en 1792 Carlos Martínez de Irujo había publicado un pequeño compendio o epítome de la obra maestra de Adam Smith con algunas supresiones prudenciales advertidas por la Inquisición (la traducción francesa de la obra estaba en el Index librorum prohibitorum de la Iglesia Católica), en 1794 publicó una traducción prácticamente completa de la principal obra de Adam Smith La riqueza de las naciones (1776) con una dedicatoria a Manuel Godoy. Emplea el texto de la octava edición (1789) y solamente modifica el texto en alguna pequeña variante en el capítulo que trata de la usura, incorporando numerosas y eruditas notas con ejemplos análogos o contrarios sobre España, en el sentido del programa económico ilustrado. El texto se precede con dos notas preliminares y añade dos tablas de precios de grano en Castilla e Inglaterra y dos "Apéndices": Noticia de las tasas del trigo y de la cebada que ha habido en España desde el reinado de don Alonso el Sabio y Sobre el Banco Nacional Español de San Carlos establecido en la Corte de Madrid. Esta traducción tuvo una segunda edición en Madrid (1805-1806, 4 vols.) que suprime las tablas de precio y los apéndices y añade la advertencia de haber sido "muy corregida y mejorada"; además añade la traducción del texto de Germain Garnier Breve exposición de la doctrina de Adam Smith comparada con la de los economistas franceses, y método para facilitar el estudio de su obra.... Ya había traducciones al alemán, al francés y al italiano (1776, 1779-80 y 1780 respectivamente) y la versión de Ortiz había tenido que superar la doble censura civil y eclesiástica. La traducción ha sido juzgada de formas muy diversas. Pero fue prácticamente la única en 150 años hasta que Amado Lázaro Ros hizo una nueva en 1956. 
Obra suya fue también el Ensayo económico sobre el sistema de la moneda-papel y sobre el crédito público, publicada en Madrid en 1796 a expensas de la Hacienda, en un contexto de depreciación de los vales reales, en la que pretendía contrarrestar algunas preocupaciones vulgares sobre ellos. Fue reimpreso en Lima en 1822.
Sus trabajos llamaron la atención del anglófilo titular de la Secretaría del Despacho de Hacienda, Diego María Gardoqui (Bilbao, 1783-Turín, 1798), un comerciante educado en Inglaterra con amplio bagaje en conocimientos comerciales, fiscales y financieros; y la relación y colaboración entre ambos fue especialmente fructífera para Alonso Ortiz. Por Real Orden de 14 de noviembre de 1795 fue comisionado por el Ministerio de Hacienda para la elaboración de un dictamen y resumen de las Leyes Comerciales de Europa. 
Pero en 1796 cesan a Gardoqui y lo nombran Embajador en Turín; así empieza la carrera diplomática de Ortiz: Gardoqui le ofrece acompañarlo a Turín como secretario de la Embajada de España; como este muere poco después, prosigue como encargado de negocios en Turín hasta la invasión de Napoleón en 1798. Entonces le ordenan trasladar toda la documentación de la embajada a la de París y volver a España a esperar otro destino. En 1803 es nombrado Cónsul general y encargado de negocios en Argel. En 1806 le dan la Cruz de Carlos III. Estallada la Guerra de la Independencia, se declara antijosefino y partidario de las Cortes de Cádiz, de modo que en 1808 es nombrado cónsul general en Londres por la Suprema Junta Central; solo consigue llegar a su destino en 1809 y en esta ciudad pasa sus últimos años de vida hasta que fallece en 1815.

## Obras del autor
- Traducción inédita de Pierre-Joseph d'Orleans, Histoire des revolutions d'Angleterre depuis le commencement de la monarchie, que la Real Academia de la Historia no permitió publicar.
- Traducción de Adam Smith, Investigación de la Naturaleza y Causas de la Riqueza de las Naciones. Obra escrita en inglés por Adam Smith, Doctor en leyes, e individuo de la Real Sociedad de Londres y de Edimburgo; Comisario de la Real Hacienda de Escocia; y profesor de Filosofía Moral de la Universidad de Glasgow. La traduce al castellano el Licenciado D. Josef Alonso Ortiz, con varias Notas é Ilustraciones relativas á España. Valladolid: Viuda e hijos de Santander, 1794. 4 vols. 2.ª ed. Madrid, 1805-1806, 4 vols.
- Ensayo económico sobre el sistema de la moneda-papel y sobre el crédito público, Madrid, 1796; reimpreso en Lima, 1822.